# Kostelecké Horky
Kostelecké Horky (německy Horka bei Adlerkosteletz) jsou obec v okrese Rychnov nad Kněžnou v Královéhradeckém kraji. Nalézá se necelých sedm kilometrů severně od města Chocně a devět kilometrů jižně od města Kostelce nad Orlicí. Žije zde přibližně 183 obyvatel. Obec má katastrální výměru 13,25 km². Kostelecké Horky jsou nejjižnější obcí v Královéhradeckém kraji. Obec je členem dobrovolného svazku Orlice a mikroregionu Brodec.

## Historie
Historické osídlení v oblasti pochází již ze středověku, kdy zde stávala vodní tvrz Těšnov. První písemná zmínka o vesnici pochází z roku 1342. Z tohoto období je doložena existence šesti usedlostí na místech současných domů v horní části obce. Obec dlouho dobu v období historie náležela k potštejnskému panství.
Ve vesnici se dochovalo několik staveb lidové architektury – venkovské chalupy, selské dvory a statky, dvě roubené sýpky a náboženské i přírodní památky. V obci i v jejím okolí stojí několik zajímavých smírčích křížů a svatých obrázků různého stáří a historické hodnoty. Stojí zde také zvonička se zvonkem a mariánský pomník obětem první světové války. Další pomník obětem první světové války se nachází na návsi.
Pro spodní část vsi je typická rozptýlená dvorcová zástavba v krajině, navazující kontinuálně na raný středověk. Roku 1908 bylo v obci nalezeno 104 stříbrných grošů původem ze 14. století.
Významné okamžiky v historii obce:
- 1342 – první písemná zmínka o obci
- 1860 – postavena v obci zvonička
- 1884 – založen obecní sbor dobrovolných hasičů
- 1923 – obec staví vlastní budovu školy, která fungovala až do roku 1962
- 1932 – zaveden dnešní úřední název obce Kostelecké Horky
- 1989 – dokončena výstavba obecního domu, sídla obecního úřadu

## Obyvatelstvo
| Rok            | 1869 | 1880 | 1890 | 1900 | 1910 | 1921 | 1930 | 1950 | 1961 | 1970 | 1980 | 1991 | 2001 | 2011 | 2021 |
| -------------- | ---- | ---- | ---- | ---- | ---- | ---- | ---- | ---- | ---- | ---- | ---- | ---- | ---- | ---- | ---- |
| Počet obyvatel | 334  | 379  | 342  | 348  | 314  | 306  | 290  | 215  | 183  | 172  | 164  | 149  | 143  | 132  | 149  |
| Počet domů     | 53   | 55   | 59   | 60   | 60   | 63   | 58   | 54   | 51   | 47   | 46   | 49   | 50   | 44   | 54   |

## Obecní správa

### Obecní symboly
Znak a vlajka byly obci uděleny rozhodnutím předsedy Poslanecké sněmovny Parlamentu České republiky dne 31. května 2005.

## Doprava
Obcí prochází silnice III. třídy č. 31611, která napojuje obec na krajské silnice II/316 a II/317. Dopravní obslužnost veřejnou dopravou je zajištěna autobusovým spojením linkou č. 700941 Choceň – Kostelecké Horky (– Borohrádek) a zpět. Ve veřejné dopravě platí tarif a přepravní podmínky krajského integrovaného dopravního systému IREDO.
Obcí prochází naučná cyklistická stezka Poorličím rozšiřovaná směrem na Kostelec nad Orlicí a Potštejn.

## Spolky
Sbor dobrovolných hasičů Kostelecké Horky byl založen 25. března 1884. Při založení roku 1884 měl sbor 19 členů a 9 přispěvatelů. K roku 2019 má SDH 54 členů.
V obci dále působí Sdružení dobrovolných aktivit INEX či myslivecké sdružení.

## Pamětihodnosti
- Tvrzka Těšnov – zámek
- Sedláčkův mlýn – vodní mlýn
- Obecní kříž v polích
- Obrázek u hájovny – malý obrázek
- Velký obrázek
- Obrázek Šrajerův
- Žákův obrázek
- Starýho lípa (památný strom) a Starýho obrázek
- Obrázek Roušavýho
- Horecká zvonička (kaplička)
- Pomník padlých v návsi
- Pomník – lesní hrob v lese Bartoňka
- Pomník na Kroužkách
- Pomník u hájovny Růžovec
- Smírčí kříže v lesích
- Kamenný kříž „Na skalce u Rájce“
- Baroňův kříž

Ve správním území obce se u vesnice Smetana nachází Domácí dráha Bažov, soukromá zahradní železnice o rozchodu kolejí 450 mm. Ve vesnici je Informační centrum s malým muzeem Střediska ekologické výchovy Modrého domu v Kosteleckých Horkách, jehož expozice je věnována zajímavostem na Podorlické naučné stezce.

## Galerie

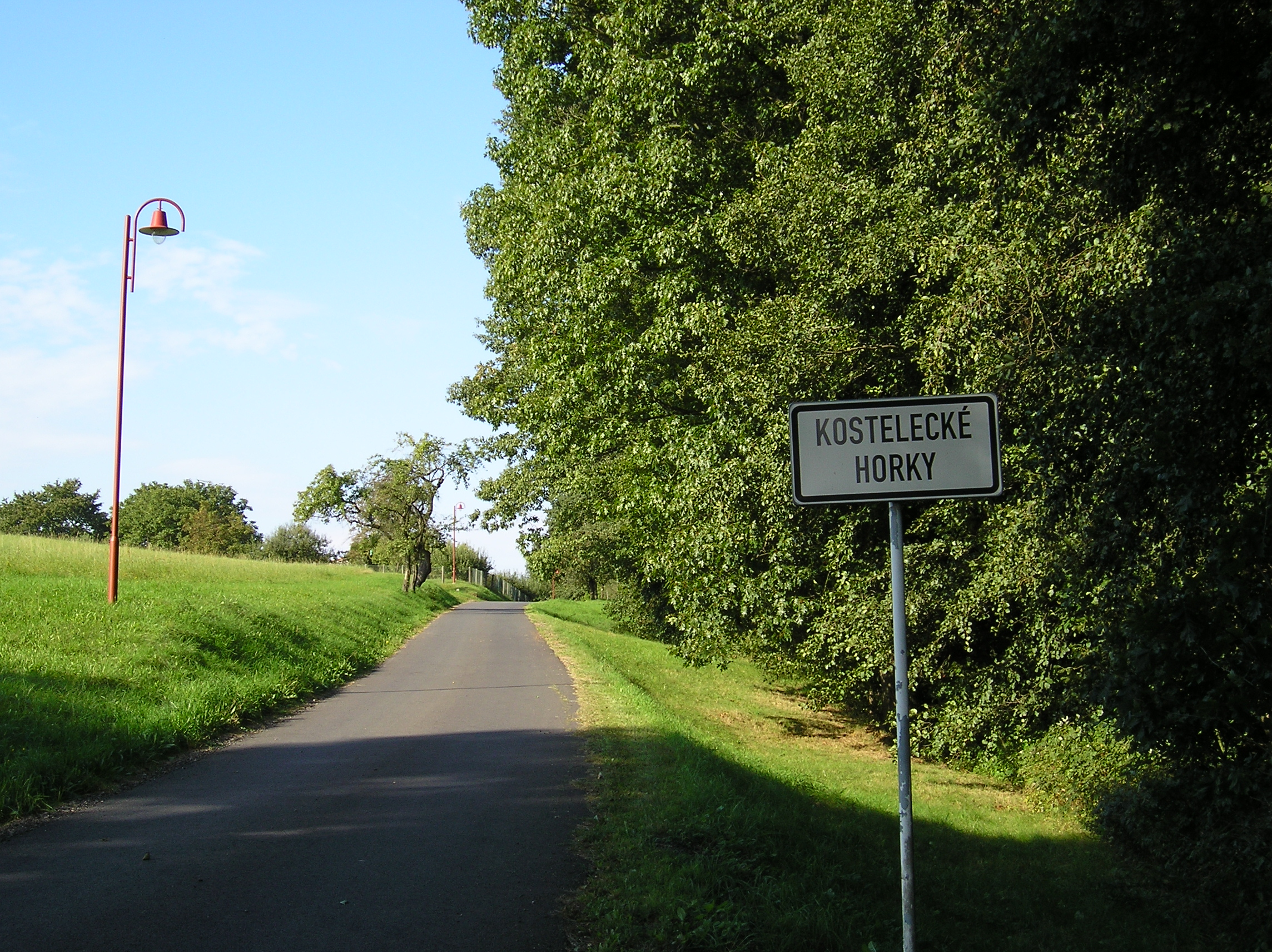
Obec Kostelecké Horky
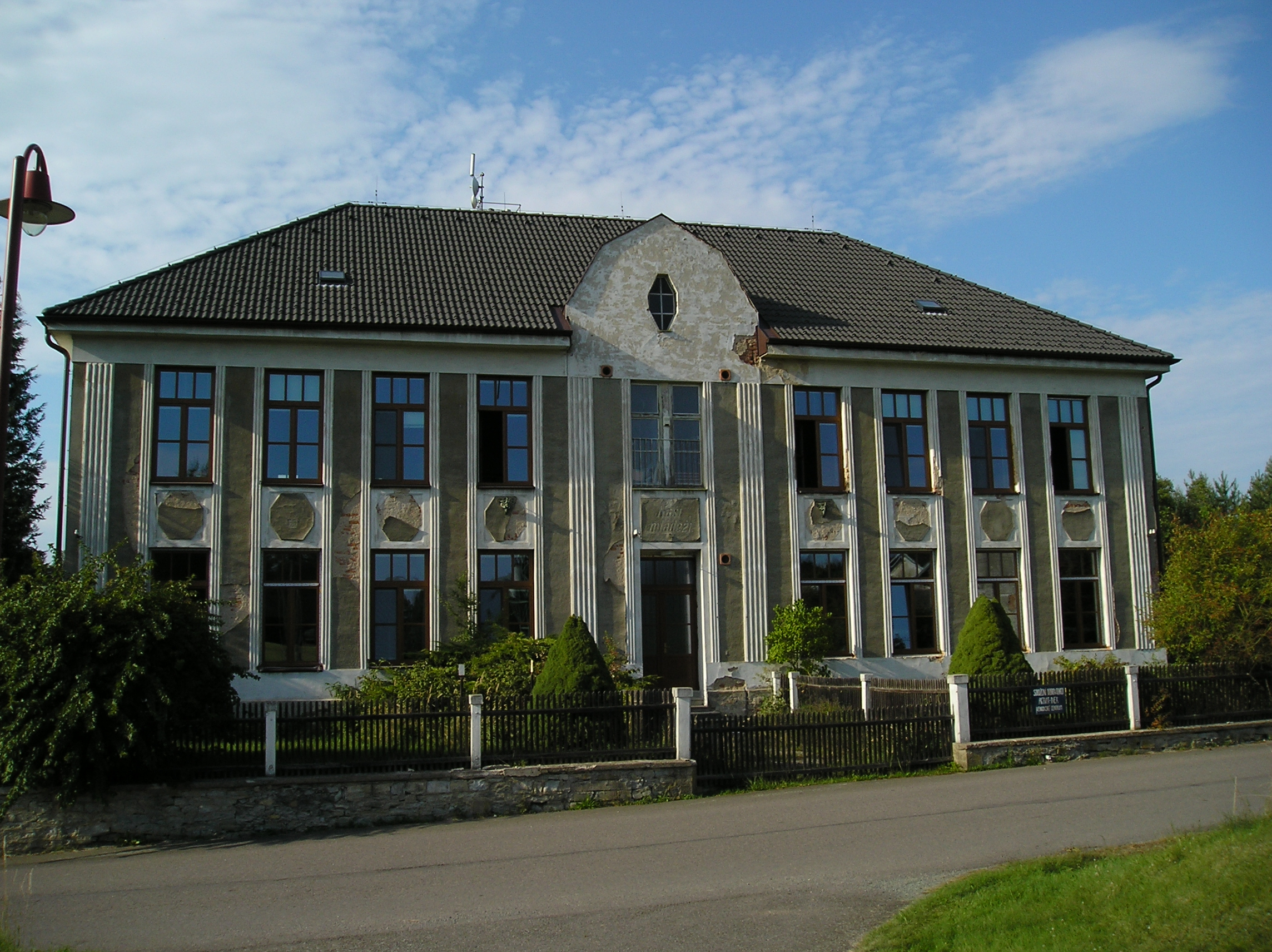
Bývalá budova školy
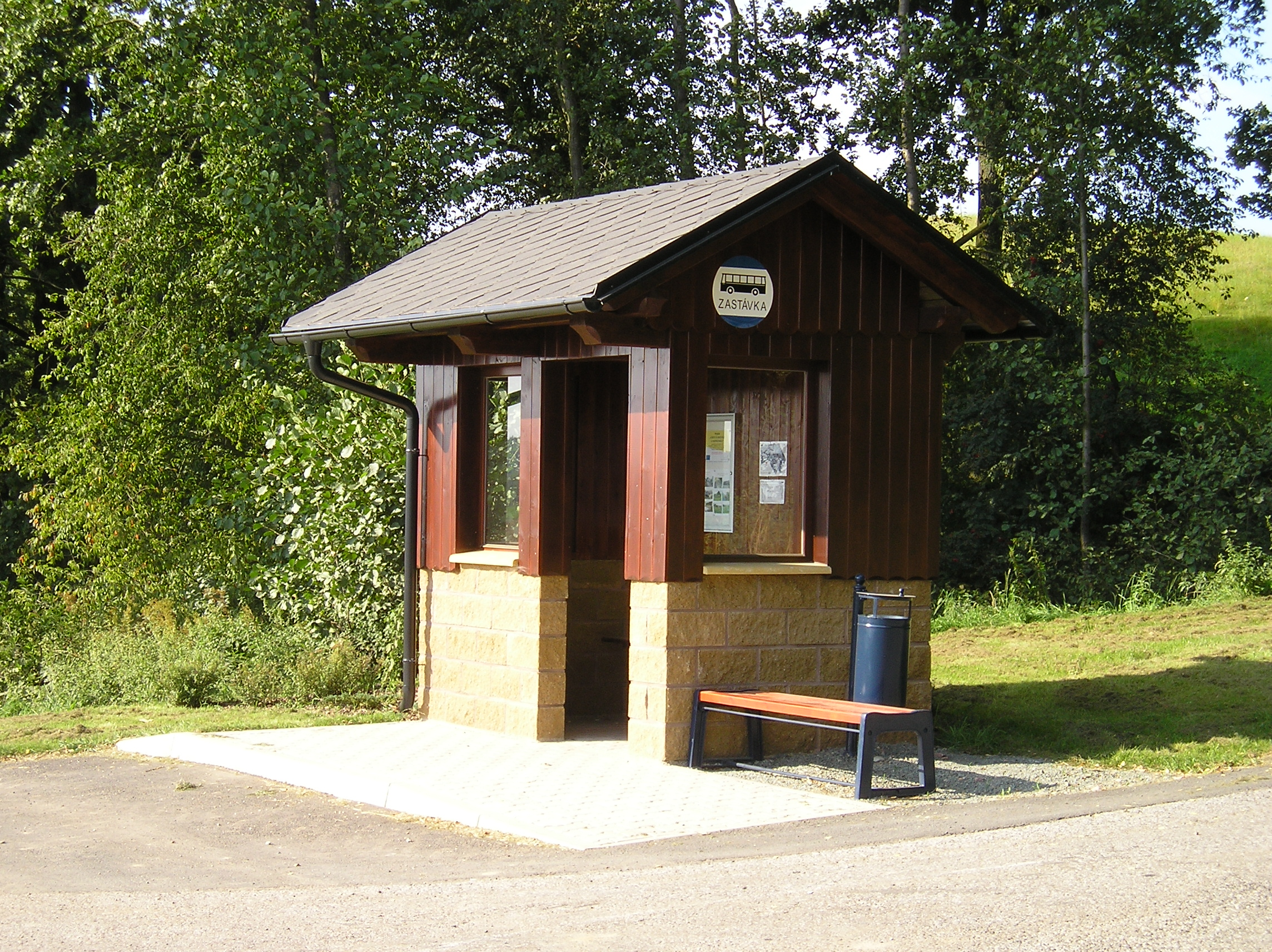
Autobusová zastávka Bošín, odb.Kostelecké Horky
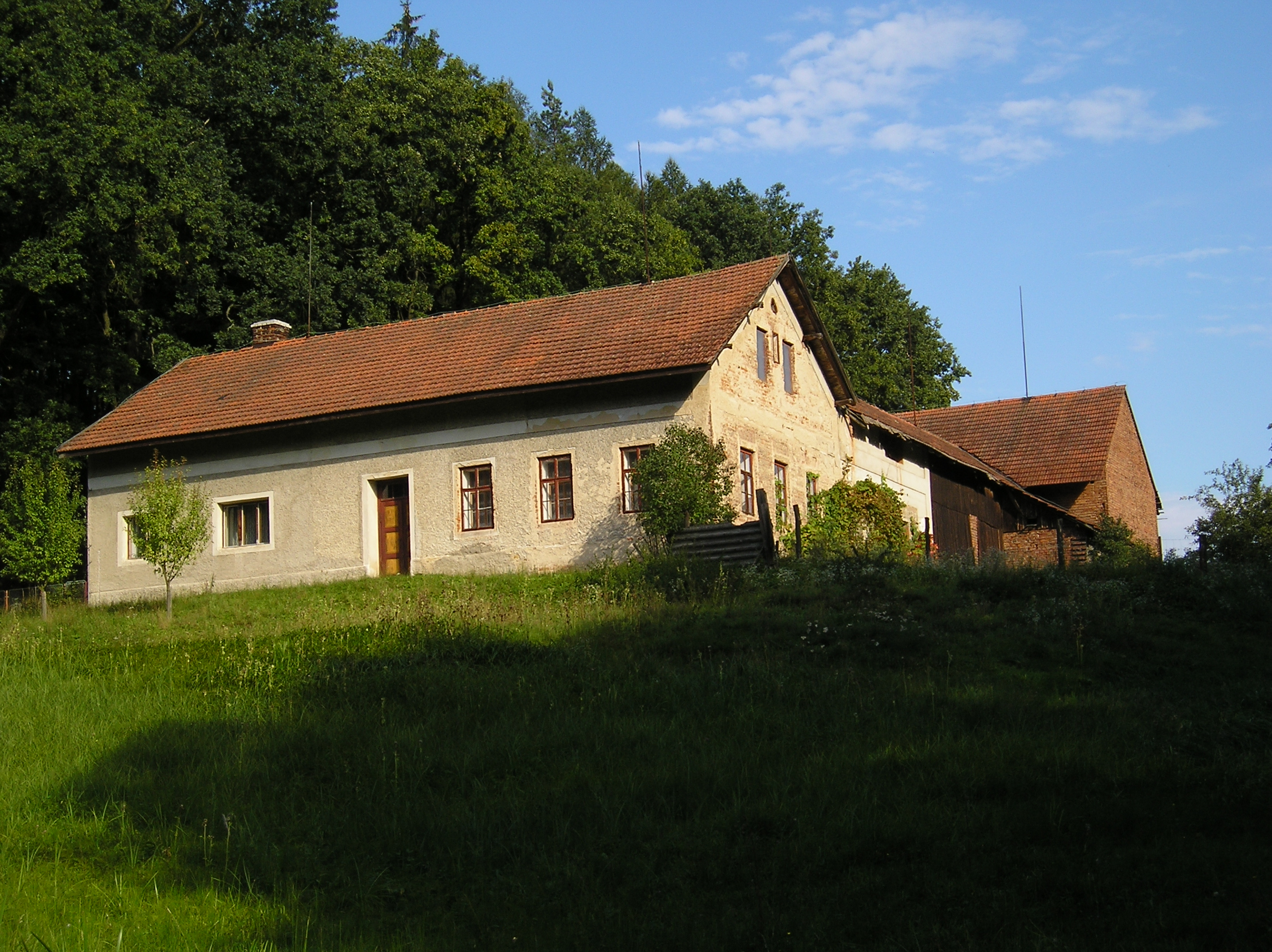
Místní stavení
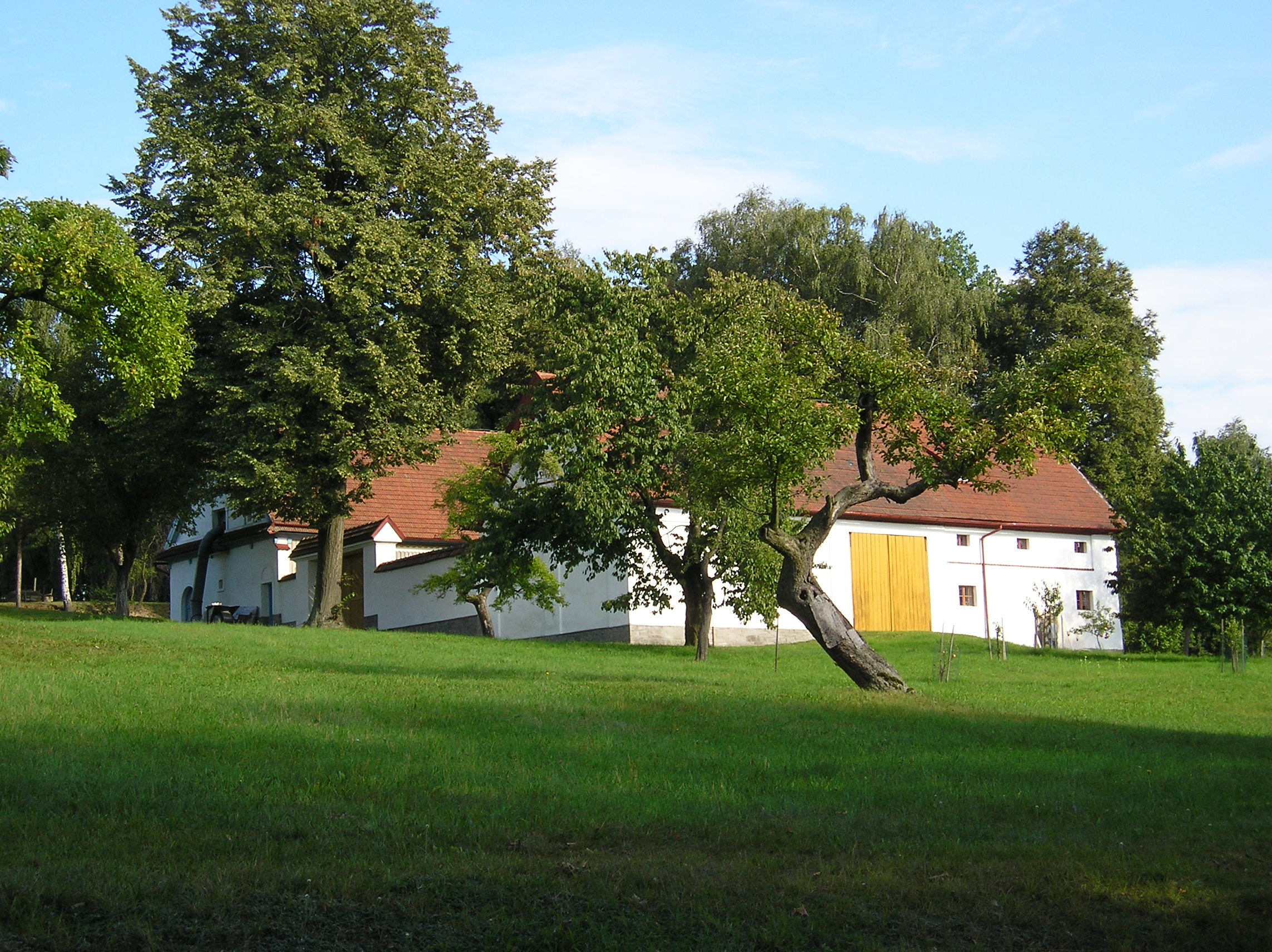
Místní stavení
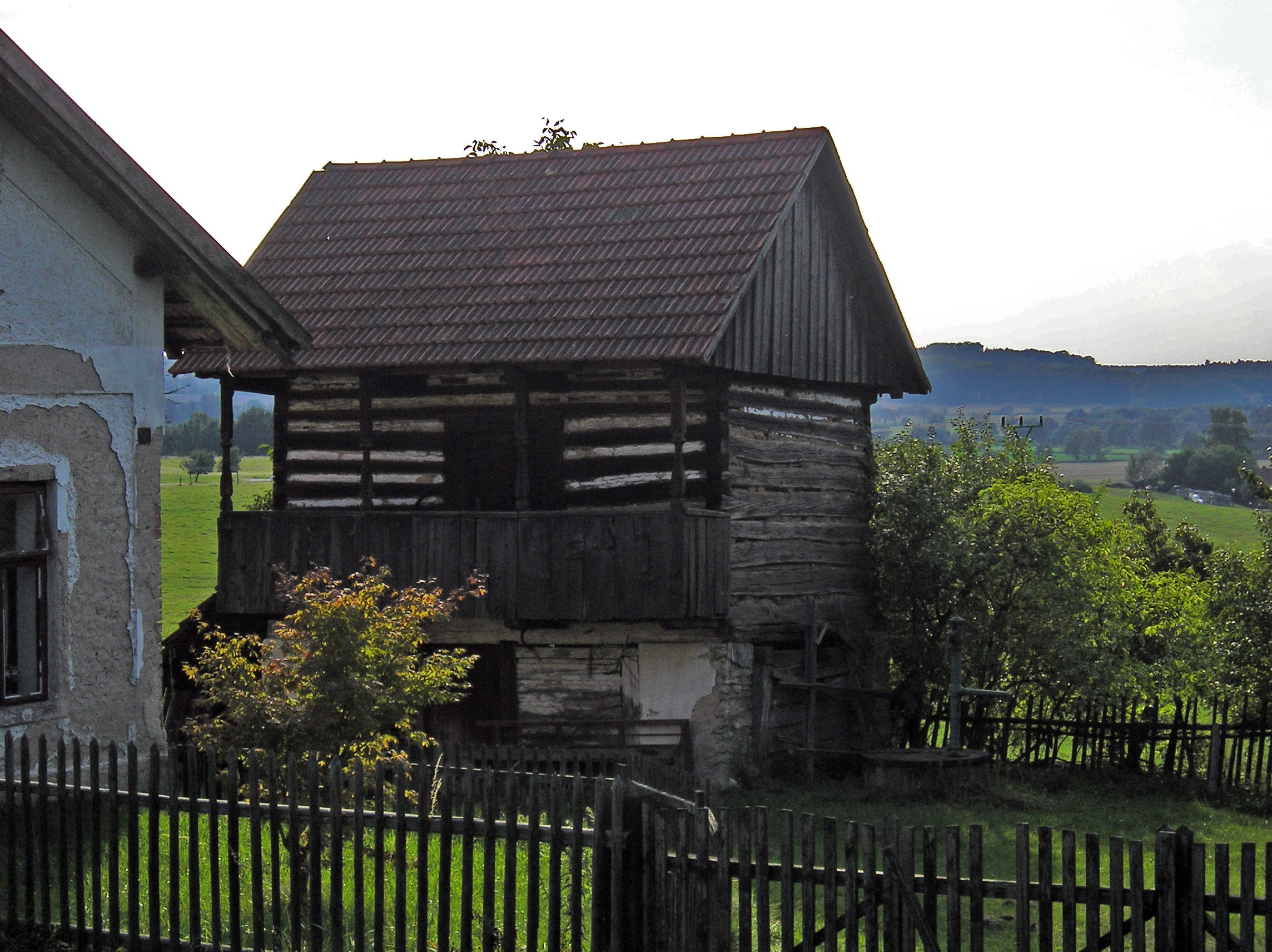
Místní stavení
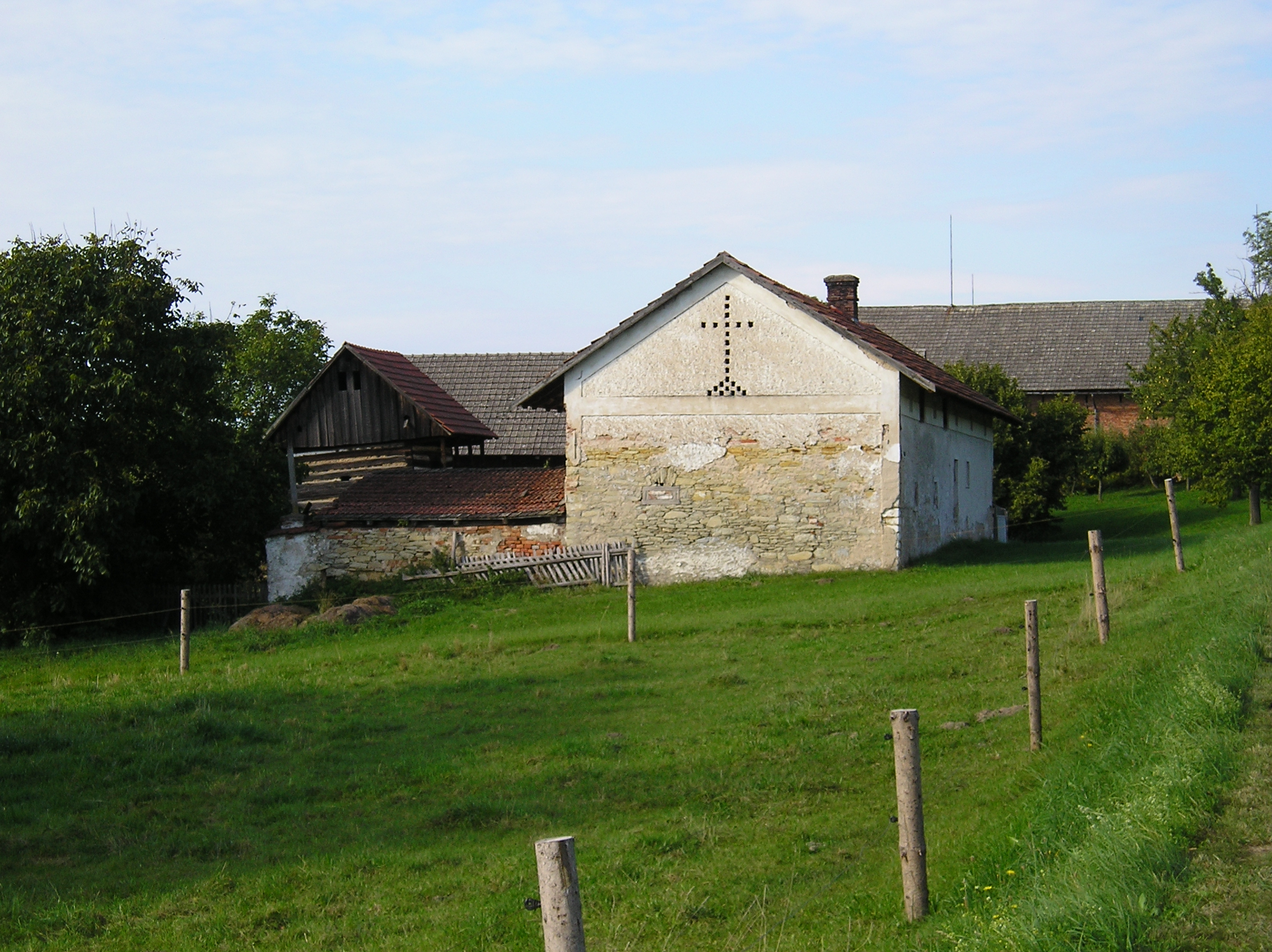
Místní stavení
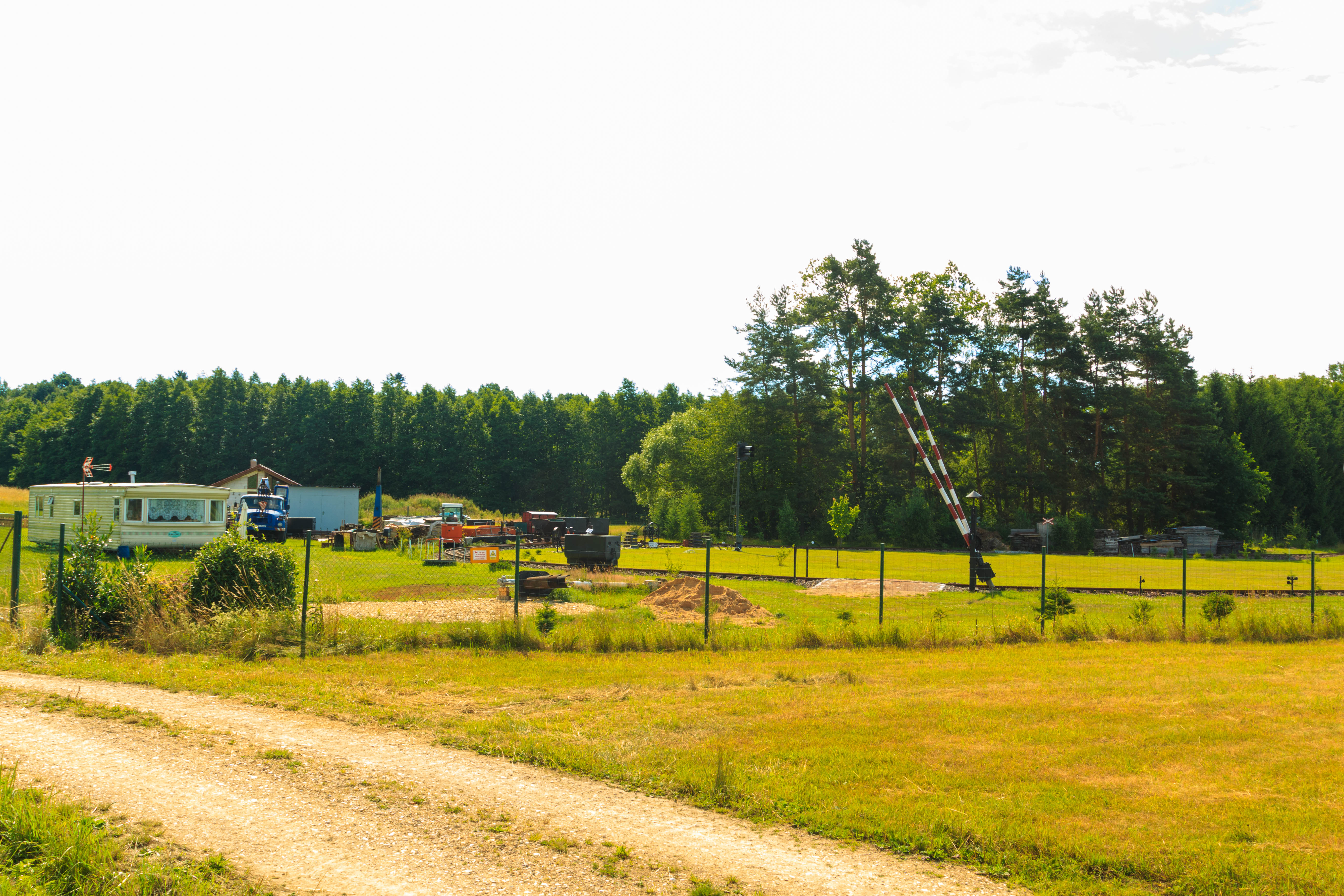
Zahradní železnice domácí dráha Bažov